# Ealing (London)
Ealing ist ein Stadtteil des London Borough of Ealing im Westen von London.
Die umliegenden Stadtteile sind Pitshanger Village, Brentford, Acton, West Ealing, Perivale, Park Royal, Northfields und Gunnersbury.

## Sehenswürdigkeiten
In Ealing steht das von Sir John Soane entworfene Herrenhaus Pitzanger Manor, das zwischenzeitlich als öffentliche Bibliothek von Ealing genutzt wurde und heute als Ausstellungsgebäude dient. Daneben schließen sich der Walpole Park und die Ealing Studios an. Die neugotische Abteikirche des Benediktinerklosters Ealing Abbey ist ebenfalls beachtenswert.

### Ealing Studios
Ealing ist für seine Filmstudios bekannt. Die Ealing Studios sind die ältesten der Welt und besonders für Komödien wie Adel verpflichtet, Blockade in London, Ladykillers und Das Glück kam über Nacht bekannt. Die Studios wurden 1955 von der BBC übernommen, so dass Lokalitäten in Ealing in Filmen wie Doctor Who bis Monty Python’s Flying Circus vorkommen. Vor wenigen Jahren wurden die Studios wieder für Filmproduktionen genutzt, so für Notting Hill, Ernst sein ist alles, Star Wars: Episode II – Angriff der Klonkrieger und Die Girls von St. Trinian.

## Städtepartnerschaften
Warschauer Stadtbezirk Bielany, Polen
 Marcq-en-Barœul, Frankreich
 Kreis Steinfurt, Deutschland